# Alcides Carreño
Alcides Carreño Blas (Trujillo, 24 de enero de 1905-Lima, 8 de diciembre de 1986) fue destacado músico y compositor peruano.

## Biografía
Nació el 24 de enero de 1905, en la ciudad de Trujillo. 
Trabajó en la fábrica de jabones “Landauro”, luego pasó a la de curtiembres “Zamarruga”, hasta que su amigo José Maúrtua, gran admirador de su forma de cantar quien era “maestro albañil, le ofrece trabajo y le enseña este oficio, convirtiéndose en un excelente maestro de obra.
En 1929 se traslada a Lima junto con su hermano Giordano y logra destacar como solista y en dúo, siendo uno y otro engreídos del compositor Felipe Pinglo Alva, quien le encomendó a Alcides cantar por primera vez en público «El plebeyo» y del dúo lo hizo con otro vals del mismo Pinglo «Rosa Luz». 
Fue ídolo en teatros y astro en Radio Dusa de Lima. Alcides junto con su hermano Giordano formó uno de los dúos más famosos que hayamos tenido hasta la fecha. En 1938 deja el canto y se dedica a la composición musical, puso música al poema "Estigma" de José Santos Chocano que sería estrenado por Jesús Vásquez. Ada Marvel y Roberto Dunker, unieron sus voces para cantar "Bésame", con letra de Marino Ratto y música de Alcides Carreño.
Durante 30 años, fue integrante del conjunto estable de Radio Nacional junto con Filomeno Ormeño y Lucho de la Cuba, Nicolás Wetzell, Alfredo Zelada, entre otros. Antes de retirarse fue director del Club de Cuerdas y Acordeón del Colegio Militar Leoncio Prado de la Perla-Callao.
Falleció el 8 de diciembre de 1986.

## Obras
- Pobre Madre, vals
- Portadas de mi tierra
- Quisiera, vals
- Querubín, vals
- Morena, vals
- El Taita Lolo, polka, con Fernando Soria.
- Negro tamborilero, marinera limeña
- El Mocherito, marinera
- Que buena raza de China, marinera
- En Trujillo nació Dios, tondero
- La Tomasa, festejo
- Urpichallay, huayno.
- Malabrigo, con letra de César Miró.
- Todos vuelven, vals con letra de César Miró.